# Liste der denkmalgeschützten Objekte in Kalek
Grundlage dieser Liste der denkmalgeschützten Objekte in Kalek ist die ÚSKP-Liste (Ústřední seznam kulturních památek České republiky, deutsch Zentrale Liste der Kulturdenkmäler der Tschechischen Republik), die von der tschechischen Denkmalschutzbehörde NPÚ (Národní památkový ústav, deutsch Nationale Denkmalbehörde) seit 1987 geführt wird und an die seit dem Jahr 1850 geschaffenen Listen anschließt.

## Kalek(Kallich)
| Lage                                 | Objekt           | Beschreibung                                | ÚSKP-Nr.                 | Bild             |
| ------------------------------------ | ---------------- | ------------------------------------------- | ------------------------ | ---------------- |
| Kalek 19 (früher Nr. 61) (Standort)  | Haus Nr. 19      | Bauernhaus                                  | 13823/5-537 Info Katalog | BW               |
| Kalek 21 (früher Nr. 124) (Standort) | Haus Nr. 21      | Bauernhaus                                  | 14228/5-538 Info Katalog | BW               |
| Kalek 27 (früher Nr. 82) (Standort)  | Haus Nr. 27      | Bauernhaus                                  | 21419/5-541 Info Katalog | BW               |
| Kalek 29 (früher Nr. 84) (Standort)  | Haus Nr. 29      | Bauernhaus                                  | 37736/5-542 Info Katalog | Haus Nr. 29      |
| Kalek 32 (früher Nr. 126) (Standort) | Haus Nr. 32      | Bauernhaus                                  | 19601/5-539 Info Katalog | BW               |
| Kalek 33 (früher Nr. 99) (Standort)  | Haus Nr. 33      | Bauernhaus                                  | 14628/5-544 Info Katalog | BW               |
| Kalek 34 (früher Nr. 77) (Standort)  | Haus Nr. 34      | Bauernhaus                                  | 29443/5-540 Info Katalog | Haus Nr. 34      |
| Kalek 35 (Standort)                  | Wenzelskirche    | Kirche des hl. Wenzel, einschl. Einfriedung | 18064/5-534 Info Katalog | weitere Bilder   |
| Kalek 36 (früher Nr. 103) (Standort) | Haus Nr. 36      | Bauernhaus                                  | 46713/5-535 Info Katalog | BW               |
| Kalek 90 (Standort)                  | Haus Nr. 90      | Bauernhaus                                  | 17936/5-536 Info Katalog | Haus Nr. 90      |
| Načetín (Natschung) Nr. 1 (Standort) | Bauernhaus Nr. 1 | Bauerngehöft.                               | 46279/5-545 Info Katalog | Bauernhaus Nr. 1 |